# ライチ☆光クラブ
『ライチ☆光クラブ』（ライチひかりクラブ）は、古屋兎丸による日本の漫画作品。本項目では、『ぼくらの☆ひかりクラブ』についても記述する。

## 概要
『マンガ・エロティクス・エフ』（太田出版）33号から39号に掲載。原作は東京グランギニョルの演劇『ライチ光クラブ』(1985年、1986年)。ただし、作者によるとストーリーや人物設定の一部が原作とは異なるとのこと。最終回を迎えた後、外伝として四コマ漫画『ライチ☆光クラブ特別編 常川君の日常』『ライチ☆光クラブ番外編その2 螢光小の常川くん』が掲載された。
2011年には特設サイトが公開され、オリジナルグッズの販売やミュージシャンとのコラボ楽曲の公開などが行われている。また、このサイトで演劇『ライチ☆光クラブ』が舞台化され（漫画の舞台化版であり、オリジナルの演劇のリメイクではない）上演されることが発表された。後に本作の前日譚にあたる新作漫画『ぼくらの☆ひかりクラブ』がウェブ連載空間「ぽこぽこ」において連載が開始。『ライチ☆光クラブ』の前日譚に当たる物語で、タミヤが設立した「ひかりクラブ」がどのようにして現在のような状態へ変貌したのかが描かれる。
2012年10月より、テレビアニメが放送。また同年の12月に本作をリメイクした舞台版の上映が公開されることになった。
かつて存在した、学生による闇金融業者「光クラブ」とは無関係。
2021年に本作の刊行15周年を記念し、和山やまとのコラボレーションが決定。『ライチ☆光クラブ コラボレーション』の発売が発表されている。2021年12月16日から2022年1月25日まで、東京都のヴァニラ画廊にて、発売を記念した展覧会「古屋兎丸×和山やま ライチ☆光クラブ コラボレーション展」を開催。

## あらすじ
少年達の幼さ故の狂気と愚かしさ、彼等に作られた機械（マシン）と少女に芽生える恋を描いた物語。本編と外伝と共通して、独裁者になることを望んでいた少年と彼を取り巻く仲間達のグランギニョルである。
ライチ☆光クラブ
螢光町の片隅にある少年達の秘密基地「光クラブ」。そこには帝王として君臨するゼラを筆頭とする9人の少年が集い、ある崇高な目的のために「機械」を作っていた。やがて完成した「機械」は「ライチ」と名付けられ、「美しいもの」を連れて来るよう命令されるが、ライチは「美しいもの」が何なのか理解できず、違うものばかりを集めてくる。そんなある日、特殊な設定を施されたライチはようやく「美しいもの」が何なのか理解できるようになり、1人の美しい少女「カノン」と数人の少女を光クラブに連れて来た。光クラブの面々はカノンを玉座に据えて女神として崇め、次の目的へ進もうとする。しかしある時、メンバーのタミヤとダフがカノン以外の少女達を密かに逃がそうとしていたことが発覚し、タミヤは粛清として自分の手でダフを処刑することになってしまう。さらにゼラと親密な仲にあった少年・ジャイボが仕掛けた罠によってゼラは疑心暗鬼に陥り、光クラブの少年達の結束は徐々に崩壊し始める。
ぼくらの☆ひかりクラブ
『ライチ☆光クラブ』の物語が始まる数年前。小学生のタミヤ、カネダ、ダフの三人は町の片隅の廃工場に「ひかりクラブ」という秘密基地を作り、楽しく過ごしていた。ある日、いつものように秘密基地に集っていたタミヤ達の前に転校生の少年が現れる。常川というその少年は、「最強のロボットを作って世界を征服する」という願望を持っていた。その後、「ひかりクラブ」にはタミヤ達の同級生であるニコ、雷蔵、デンタク達が集まり、彼らは常川の指示を受けて「最強のロボット」を作り始めた。しかし、それからしばらくして雨谷という少年が8人目のメンバーとして加入したことから、少年たちの楽しい遊び場だった「ひかりクラブ」は徐々に変貌し始める。

## 登場人物
ゼラを除く光クラブのメンバーには、1から8までの数字を意味するドイツ語の「称号」がついている。
ゼラ
「廃墟の帝王」
主人公。本名「常川 寛之（つねかわ ひろゆき）」。光クラブの現リーダー。元は転校生でクラブには途中から参入したが、同級生達と共に「最強のロボット」を作り始めたことからクラブの中心になり、ある時ジャイボからタミヤ達が自分を快く思っていないことを聞かされ「リーダーより偉い人になってタミヤを抑えてしまえばいい」と唆されたのを機に、光クラブの帝王を名乗り、実質的なリーダーとなった。角眼鏡を着用している。チェスの天才であり、その才気とカリスマ性を以てクラブを統治する。合理性を重んじ、チェスに喩えた考え方をする。トレードマークは黒い星が描かれた手袋。
小学生の頃、ある占い師に「ヒトラーにも無かった黒い星が付いている」また「30歳で世界を手に入れる、あるいは14歳で死ぬ。その鍵は一人の少女が握っている」と予言されており、本人もその実現を信じ切っている。ライチを創造し、カノンを捕獲するが、それに嫉妬したジャイボの罠によって疑心暗鬼に陥ることとなる。最終的にライチの暴走によって光クラブのメンバー共々壊滅的被害を受け、最期はニコに背後から便器で体を貫かれて(映画版ではライチの腕を打ち込まれて)死亡した。奇しくもそれは14歳の誕生日であった。
高いカリスマ性を持つが、「ぼくらの☆ひかりクラブ」ではクラスメイトより日常的にいじめを受けている様子も描かれている。
「常川君の日常」では滑稽な部分が強調されており、未成年なのにライチ酒を作って母親から怒られたり、モテるタミヤに嫉妬したりしていた。自分と同じく眼鏡をかけた弟がいる。
「螢光小の常川くん」と「ぼくらの☆ひかりクラブ」において、ジャイボとの関係を持ったのは転校後で、彼のアプローチを受け入れ現在に至る。ジャイボの愛情を認知しており、二人きりの廃工場で淫らな行為をしていたこともあった。
「ゼラ」とはゼラチンペーパーから取ったもの。
名前は舞台版で彼を演じた常川博行から。
タミヤ
「真実の弾丸」 称号：ゼックス (6番)
本名「田宮 博（たみや ひろし）」。光クラブの初期リーダーであり、光クラブを創設した少年。『光クラブ』の“光”はタミヤ自身の、そしてダフとカネダの名前の頭文字を取って命名した（ひろし・かつや・りく⇒「ひ」「か」「り」）。カネダ、ダフとは幼少期からの遊び仲間。タマコという名の幼い妹がいる。裕福とは言えない家庭だが、家族関係も良好で、両親のことも尊敬しているごく普通の明るい少年。
ゼラに光クラブを乗っ取られ、実質的にリーダーの座を奪われた後も、カネダ、ダフとは固い絆で結ばれている。
最初は普通の秘密基地だったにもかかわらず、クラブを陰惨な隠れ家に変えたゼラのやり方や現状を疑問視しており、やがて彼と対立する。制服の襟を閉めない事をゼラは嫌っていたが、タミヤはゼラの前でも襟を閉める事はなかった。当初は洗脳に近い状態で従っていたが、ゼラがカノンと共に捕獲した3人の少女に食事も与えずそのまま放置したことがきっかけとなり、ゼラにはっきりとした反抗心を持つようになる。その後彼女たちを起こし食事を与えたりしていた。後にダフと協力して少女たちを逃がそうとするが、ニコに計画を盗み聞きされ失敗。注意を受けたものの、後にカノンで自慰を行ったダフを自らの手で処刑させられるという結果となった。カネダが死んだ後はジャイボの罠に嵌り、焼死は免れたもののライチ畑に火をつけた犯人としてニコ共々処刑されかける（実際に火をつけたのはジャイボであり、タミヤはジャイボに呼び出されて犯人に仕立て上げられた）。しかしライチが心を持ち始めた事で、すんでの所で命は助かった。大火傷を負ったまま捕縛されていたが、カノンとライチに助けられ、ニコを含めた四人での脱出を決意したが、ニコが息を引き取り、カノンが脱出できないライチと共に残ることを選んだ為結局無事に脱出できたのはタミヤのみだった。この時タミヤは逃げ出す途中でライチ畑に残った最後のライチをカノンに渡す。ライチの暴走が止まった後はゼラに復讐すべく光クラブに再び現れ、ゼラを追い詰め真の裏切り者の存在を示唆するが、直後ジャイボにパチンコで頭を打ち抜かれて死亡。ダフとカネダに誓った「光クラブ奪還」は果たせなかった。
根は硬派な性格でモテるタイプらしく「常川君の日常」では女学生から黄色い声を浴びせられる描写がある。
グランギニョル版では生存している。
ジャイボ
「漆黒の薔薇」 称号：アハト (8番)
本名「雨谷 典瑞（あめや のりみず）」。女性のような容姿を持った美少年。実家は町医者で、家から麻酔を持ち出しては同級生に注射し昏睡状態にして淫らな行為をしていたことがあるなど、ゼラとは別方向で奇矯な言動が目立ち、デンタクにも「奇人で変人」と称されていた。「きゃはっ」が口癖。男性であるが、女性的な印象を与え、一部言動にヤンデレとしての要素が見受けられる。同じ男であるゼラに対して友情とは別次元ともいえる愛情を抱いていた。常川に“ゼラ”の渾名を付けた人物で、「ライチ ラライチ ララライチ」というフレーズを最初に言い出したのもジャイボである。
ロボット製造に必要な資金は、彼が父親のヘソクリをおろすことで賄われていた。
光クラブを崩壊へ追い込んだ張本人。全てはカノンの出現によってゼラの心が自分に向かなくなった（と思った）事が発端であり、カノンをはじめとする「ゼラの心が向くもの」全てへの嫉妬に狂い暴走する。本気でゼラを愛していたが、ゼラからすれば最初から「玩具」に過ぎない存在だった。ゼラに真実と愛を告白した直後、タミヤがカノンに渡した「最後の一粒」で再起動したライチによってぺしゃんこに潰される。形の歪んだ愛は最後まで報われなかった。
その美貌と残忍かつ背徳的な行い故か、古屋兎丸が誌上で行った古屋キャラの人気投票では主役のゼラやタミヤを抑えて、23票で一位を獲得した。
名前は舞台版で彼を演じた飴屋法水から。
グランギニョル版では生存している。
ニコ
「忠誠の騎士」 称号：アインツ (1番)
本名「石川 成敏（いしかわ なるとし）」。クラスで孤立していた経験からゼラに対し狂気に近い忠誠心を持ち、その心は自分の右目を潰して彼に捧げることすら厭わせなかった。ただし、ジャイボとは違い彼の感情はあくまで尊敬・忠誠の域を出ていない様子。
家が貧乏で盗癖もあり、学校で給食費がなくなった事件が起きれば真っ先に疑われ、浜里達にいじめられていた。最初は浜里達のいじめから庇われた縁で知り合ったタミヤと交流があったが、ダフやカネダには疎ましく思われていた。「ニコ」というあだ名は、「もっとニコニコ笑っていれば友達ができる」とタミヤに言われたことがきっかけで付いたもの。後にクラブでライチを製造する段階になって、優秀な働きぶりをゼラが評価したことでゼラに心酔するようになる。アインツの称号を得ていることも含め、自分がゼラにとっては一番の存在であると思っていた。彼が右目を自ら抉り取った理由は、ライチの右目は人間の目が良いとゼラが希望した為。しかしカネダ死亡後、ジャイボの謀によってゼラとジャイボが情事に耽る現場を目撃し、「自らの忠誠心が足りない」「命をも賭す必要がある」と考えるようになる。
カネダが死んだ後、二人を失ったタミヤが何かしらの復讐をすると予想し、彼を監視する。しかしジャイボの罠に巻き込まれてタミヤの共犯とされ、火炎で喉が潰れた為、弁解も出来ぬまま疑心暗鬼に陥っていたゼラに処刑を宣言される。その後タミヤと共にカノンとライチに救われ、脱出を図るが、火傷が酷く死亡。だが、死を上回るほどのゼラへの怒りによって最後の力を振り絞り、便器でゼラの体を貫き殺害した後に事切れたのだった。(映画版ではゼラの死因が異なっているため、カットされている)
名前は舞台版で彼を演じた石川成俊から。
雷蔵（らいぞう）
「暗闇の乙女」 称号：ツヴァイ (2番)
本名「市橋 雷蔵（いちはし らいぞう）」。れっきとした男性（少年）でありながら仕草や立ち居振る舞いは女びており、話す際も女言葉（オカマ口調）を使う。下着は褌を愛用。
メンバー内において、よくデンタクやヤコブとつるんでいた。ただゼラの命令に逆らうことなく支持していたが、カノンの「薔薇の処刑」後に暴走したライチに殺される。最後まで顔だけは守ろうとしたが、ライチにその顔面を引きちぎられ死ぬこととなった。(舞台版では顔を引きちぎられた挙句胴体を折られる、映画版では素手で頭を潰されるなど死因が異なっている)作者曰く、「何となく来て、何も解らないまま殺された」人物。
「螢光小の常川くん」では厳格な父親に男らしくなるよう教育され、反発していたシーンが追加されている。
誌上の古屋キャラ人気投票では17票を獲得し、主役を超えて二位と大健闘した。
カネダ
「鬱屈の瞳」 称号：ドライ (3番)
本名「金田 りく（かねだ りく）」。タミヤとダフ同様光クラブの初期メンバー。親指の爪を噛む癖がある。陰気な顔を片目のみ伸ばした前髪で隠しており、雷蔵からすれば、美男子とは言い難い容姿の持ち主。浜里にいじめられていた。タミヤ、ダフとは幼馴染の関係でもある。
物語後半でタミヤとダフがいなくなった後も光クラブに残っており、初期メンバー最後の一人となる。そんな時に黒のキング（チェスの駒）の首が折られる事件が発生。ゼラはこれを帝王である自分への反抗であると考え、犯人を探し出し、その場に唯一いなかったことから疑いをかけられ、真相を知るジャイボが率先して捜索に向かい、基地に連れ戻されてしまう。ゼラに何を訊かれても何も言わなかったため結局彼が犯人とされ、ライチに胴体を折られ死亡。ダフと同じく彼もまたタミヤを信頼しており、最期の台詞（というより思考）も「タミヤ君…」だった。しかし真犯人はジャイボであり、彼から事前に筋弛緩剤を打たれて喋れなくされていた。その量も致死量であり、ゼラに処刑されずとも死亡は確定していた。
映画版では黒のキング（チェスの駒）の首が折られる事件が登場せず、ダフがカノンの体に触れ、自慰行為に及んだ罪と囚われ人を逃がした罪で処刑される際にタミヤがゼラからダフの処刑を行うよう命じられた事に対してためらっている際、もしもタミヤがダフを処刑しなければ、両者をライチに処刑させる意味を込めた見せしめとしてライチに処刑された。
デンタク
「科学少年」 称号：フィーア (4番)
本名「須田 卓三 （すだ たくぞう）」。丸眼鏡を掛けている。中学生でありながらライチのプログラミングを手掛け、それだけに自分の技術力にはプライドを持っていた。
メンバー内において、雷蔵やヤコブとよくつるんでいた。密かに人間の心を機械に宿すという野望を持っており、ライチの制御装置を破壊しその暴走の一因を作る。カノンを処刑した（と思われた）ことで、錯乱し暴走したライチに上半身、下半身を真っ二つに引き裂かれ死亡するが、最期の瞬間まで自らの野望の達成を歓喜していた。
ダフ
「夢見る眼帯」　称号：フュンフ（5番）
本名「田伏 克也（たぶせ かつや）」。タミヤ、カネダ同様光クラブの初期メンバー。右目に眼帯を当てている。タミヤ、カネダとは幼馴染の関係。
"雷蔵以外カノンの体に触れてはならない"、"カノンに対し性的感情を抱いてはならない"というゼラの決めた掟に背き、カノンの体に触れ、自慰行為に及んだ。またタミヤとともに、ライチが捕獲してきた少女達を逃がそうと画策していたことがニコに盗み聞きされ、ゼラに対する裏切り行為であるとみなされてしまう。ゼラに処刑を命じられたタミヤによってパチンコで石を額に発射され、植物状態となる。しかしタミヤに対する恨みは無く、タマコを救う為に彼の処刑を甘んじて受け入れた友情に篤い少年だった。
ヤコブ
「地下室の道化師」 称号：ジーベン (7番)
本名「山田 こぶ平（やまだ こぶへい）」。雷蔵の見立てではカネダ同様、美男子とは言い難い風貌の様子。よく「へへへ」と笑っている。
メンバーの中では影が薄く、雷蔵やデンタクとよくつるんでいた。暴走したライチによって最初に弾き飛ばされ、タミヤが昔書いた「光」の文字がある壁に叩き付けられ死亡する。
ライチ
「甘美なる機械」
光クラブの少年達に創造された人造人間。動力源は果実のライチの実。
最初は「美」を理解できず、人形や中年の男女を攫ってくるほど思考が単純だったが、デンタクが特殊な設定を施した為「美」を解することができるようになり、カノンを連れてくることに成功、やがて彼女に恋心を抱く。最終的には暴走し、ゼラに危害を加えると爆発炎上するプログラムにより大破し機能停止した。映画版の終盤では、ニコの代わりに自身の腕を打ち込んでゼラを殺害した。
外見のモデルは舞台でも同役を演じた嶋田久作。　
カノン
「囚われの白百合」
ひょんなことから光クラブに関ることになった美少女。やや天然でロマンチストの傾向がある。
光クラブに拉致されるが、心が育ちつつあったライチとの間に恋が芽生える。星華女子中学校の生徒で、ミッションスクールなのか、オルガンが弾け、賛美歌が歌える。また水泳も習っており、長時間の潜水が得意。クラブ崩壊後は泣きながらライチと少年達への鎮魂歌を歌い、茫然自失のままクラブを後にした。2016年に公開された実写映画ではタミヤにのみ「ミハル カノン」と名乗っており、最後には機能停止したライチの腕に抱かれたまま映画は幕を閉じた。
浜里（はまさと）
光クラブのメンバーと同じ螢光中の生徒。ニコやカネダをいじめていた。たまたま彼らの秘密基地を覗き見したことで目を潰されてしまう。
目を潰された時点では死亡しておらず、その後は殺された萩尾と共に、工業用のゴミ捨て場に捨てられ、生き埋めにされる。なお、原作以外では登場しておらず、映画版では目を潰される描写は萩尾に置き換えられている。
萩尾先生（はぎおせんせい）
螢光中で世界史を教えていた女教師。タミヤの記憶によると「けっこういい先生」。浜里の跡を尾けて来たせいでジャイボに捕まり、全裸に剥かれた挙句ゼラから「醜い」と罵られ、ジャイボにナイフで内臓を抉り出されて絶命した。その後は、目を潰された浜里と一緒に工業用ゴミ捨て場に投棄され埋められる。
映画版では上述のように浜里が登場していない事から彼女が目を潰された際に失禁してゼラの靴を汚してしまったお仕置きとしてジャイボにメスで腹を裂かれて殺される描写となっている。
名前は舞台版で彼女を演じた萩尾なおみから。
タマコ
タミヤの妹。タミヤのことが大好きで、いつも遊んでもらおうとせがんでいる。カネダやダフとも仲が良く「ぼくらの☆ひかりクラブ」では4人で海に遊びに行っている。
ダフの処刑を嫌がるタミヤを脅すために、ゼラがライチに拉致させた。その後解放されたが、光クラブの崩壊を謀ったジャイボにより陵辱されてしまう。
マルキド・マルオ
ゼラが街中で会った胡散臭い謎の占い師。占い歴は56年らしい。ゼラの未来を予言した。
名は彼を舞台版で演じた丸尾末広から。

## 書誌情報
- ライチ☆光クラブ（2006年6月、太田出版） ISBN 978-4-7783-2017-1
- ぼくらの☆ひかりクラブ 上[小学生編]（2011年11月29日、太田出版） ISBN 978-4-7783-2151-2
- ぼくらの☆ひかりクラブ 下[中学生編]（2012年4月19日、太田出版） ISBN 978-4-7783-2163-5

## テレビアニメ
『ライチ DE 光クラブ』のタイトルで2012年10月よりTOKYO MXにて放送。約2分半の短編FLASHアニメーションで、内容はパロディギャグとなっている。声優には舞台出演者の俳優が起用されている。9話以降はサブタイトルから話数が消されリピート放送。

### 登場キャラクター
- ゼラ - 木村了
- タミヤ - 中尾明慶
- ジャイボ - 玉城裕規
- ニコ - 平沼紀久
- 雷蔵（らいぞう） - 佐藤永典
- カネダ - 廣瀬大介
- デンタク - 富岡晃一郎
- ダフ - 加藤真央
- ヤコブ - 宮下雄也
- ライチ - オレノグラフィティ
- カノン - ほのかりん
- ヤスコ - 光浦靖子
アニメ第4話ゲスト出演。カノンが美人すぎてオカズに出来ないためにちょっと一、二枚落ちる女として拉致してきた。しかし口が悪く怖過ぎるためすぐ解放された。
- HAKUEI - HAKUEI
アニメ第5話ゲスト出演。バンドを作ろうとしたメンバーに突如乱入してきたビジュアル系の男。

### スタッフ
- 監督・コンテ・演出 - たかたまさひろ
- 原作 - 古屋兎丸（太田出版）
- 企画 - 松田誠、福井政文
- プロデュース - 永井千裕
- 音楽 - HAKUEI
- シリーズ構成・脚本 - 安達元一
- キャラクター作画 - 玉戸さお
- アニメーションコンボジット - shizuka、いぬしげ
- 音響監督 - 納谷僚介
- 録音調整 - 阿部直紀
- 音響公開 - 小山恭正
- 音響製作 - スタジオマウス
- キャスティング協力 - 野上祥子
- 制作管理 - 河野誠、中西明紀子
- アニメーションプロデューサー - 高田真宏
- アニメーション制作 - 勝鬨スタジオ、ベルズンウィッスル
- 製作 - ネルケプランニング、MMDGP

### 各話リスト
| 話数   | サブタイトル   |
| ------ | -------------- |
| 第一話 | 処刑DE光クラブ |
| 第二話 | 改造DE光クラブ |
| 第三話 | 特許DE光クラブ |
| 第四話 | 検証DE光クラブ |
| 第五話 | 楽団DE光クラブ |
| 第六話 | 燃料DE光クラブ |
| 第七話 | 海原DE光クラブ |
| 最終話 | 忠誠DE光クラブ |

### 放送局
| 放送地域 | 放送局   | 放送期間                 | 放送日時                     | 放送系列 | 備考         |
| -------- | -------- | ------------------------ | ---------------------------- | -------- | ------------ |
| 東京都   | TOKYO MX | 2012年10月2日 - 11月20日 | 火曜 3:30 - 4:00（月曜深夜） | 独立局   | 『学園魂』内 |

## 舞台
東京グランギニョル版
『ライチ・光クラブ』が1985年12月に初演、再演が1986年3月27日から4月2日までスーパー・ロフトで上演された。
2012年
舞台『ライチ☆光クラブ』が2012年12月14日から25日に紀伊國屋ホールにて上演。脚本は江本純子が手がけた。
舞台の開幕に先立って#テレビアニメが放送されており、舞台に出演するキャストが舞台と同役の声優を務めている。
2013年
2013年12月16日から24日にAiiA Theater Tokyoにて再演。
2025年
2025年1月から10日から26日まで、演劇『ライチ☆光クラブ』2025がIMM THEATERで上演。

### キャスト（舞台）
| 役名             | 東京 グランギニョル版 | 2012年             | 2013年             | 2025年          |
| ---------------- | --------------------- | ------------------ | ------------------ | --------------- |
| ゼラ             | 常川博之              | 木村了             | 木村了             | 牧島輝          |
| タミヤ           | 武井龍秀              | 中尾明慶           | 中尾明慶           | 岐洲匠          |
| ジャイボ         | 飴屋法水              | 玉城裕規           | 玉城裕規           | 中山咲月        |
| ニコ             | -                     | 平沼紀久           | 平沼紀久           | 小西成弥        |
| 雷蔵             | -                     | 佐藤永典           | 佐藤永典           | 望月春希        |
| カネダ           | -                     | 廣瀬大介           | 廣瀬大介           | 芳村宗治郎      |
| デンタク         | -                     | 富岡晃一郎         | 富岡晃一郎         | 福崎那由他      |
| ダフ             | -                     | 加藤真央           | 加藤真央           | 原嶋元久        |
| ヤコブ           | -                     | 宮下雄也           | 宮下雄也           | 櫻井健人        |
| ライチ           | 嶋田久作              | オレノグラフィティ | オレノグラフィティ | 尾関晃輔        |
| カノン           | -                     | ほのかりん         | 佐津川愛美         | 菊池日菜子      |
| 母親のいない少女 | -                     | しづか             | -                  | -               |
| 「つ」の少女     | -                     | 半田杏             | -                  | -               |
| 007好きの少女    | -                     | 夏江紘実           | -                  | -               |
| 女教師           | 萩尾なおみ            | -                  | 高野ゆらこ         | -               |
| 萩尾先生・常川母 | -                     | -                  | -                  | 長尾純子        |
| 常川寛之         | -                     | -                  | -                  | 加藤岳 伊奈聖嵐 |
| 中年男           | 丸尾末広              | -                  | -                  | -               |
| マリン           | 越美晴                | -                  | -                  | -               |

### スタッフ（舞台）

#### 東京グランギニョル版
- 作 - K・TAGANE[6][7]
- 演出 - 飴屋法水[6][7]

#### 2012・2013年版
- 原作 - 古屋兎丸 （太田出版『ライチ☆光クラブ』）
- 脚本・演出 - 江本純子
- 主催・制作 - ネルケプランニング
- 音楽 - 伊藤ヨタロウ
- 美術 - 伊藤雅子
- 照明 - 中川隆一
- 音響 - 加藤温
- 衣装 - 山下和美
- ヘアメイク - 宮内宏明
- 演出助手 - 松倉良子
- 舞台監督 - 森下紀彦
- 宣伝美術 - chutte
- 宣伝写真 - 山下大輔
- キャスティング協力 - 野上祥子
- 票券 - 森春花
- 票券協力 - サンライズプロモーション東京
- 制作 - 中西明紀子 河野誠
- 制作協力 - ブラグマックス＆エンタテインメント
- 企画 - 漫画兄弟（古屋兎丸・HAKUEI・平沼紀久）
- プロデューサー - 松田誠

#### 2025年版
- 原作：古屋兎丸（太田出版『ライチ☆光クラブ』）
- 脚本・演出：谷碧仁（劇団時間制作）
- 協力：一般社団法人 日本2.5次元ミュージカル協会
- 協賛：セブン‐イレブン・ジャパン ぴあ
- 主催： ネルケプランニング

## ミュージカル
- 残酷歌劇『ライチ☆光クラブ』として、AiiA 2.5 Theater Tokyoにて、2015年12月18日 - 12月27日まで上演[12]

### キャスト（ミュージカル）
- ゼラ - 中村倫也
- タミヤ - 玉置玲央
- ジャイボ - 吉川純広
- ニコ - 尾上寛之
- 雷蔵 - 池岡亮介
- カネダ - 赤澤燈
- デンタク - BOW（東京ゲゲゲイ）
- ダフ - 味方良介
- ヤコブ - 加藤諒
- ライチ - 皇希
- カノン - 七木奏音
- 女教師 - KUMI（KUCHIBILL）

### スタッフ（ミュージカル）
- 原作 - 古屋兎丸 （太田出版『ライチ☆光クラブ』）
- 演出 - 河原雅彦[12]
- 脚本 - 丸尾丸一郎（劇団鹿殺し）
- 主催・制作 - ネルケプランニング

## 音楽ユニット
2011年にHAKUEIを中心に結成された同名の音楽ユニット。本作品の世界観を音楽で表現する。

### メンバー
- HAKUEI - ボーカル[16]
- GISHO - ベース[16]

### 作品

#### アルバム
- エラガバルスの☆夢（2011年）[17]
- グランギニョル（2012年）[15]
- -2011～2012 COMPLETE BEST-『黎明』（2012年）[15]
- 光ノ帝国（2013年）

#### スプリット・アルバム
- Rendez-vous（2012年）[18]

#### DVD
- ライチ☆光クラブ 1st LIVE「廃墟の音樂会」 2011.12.30 at 東京キネマ倶楽部（2012年）[19]
- ライチ☆光クラブ×machine 「廃墟の狂宴 -aube-」at 東京キネマ倶楽部（2013年）[20]

#### タイアップ
| 曲名              | タイアップ                    |
| ----------------- | ----------------------------- |
| メルヘン☆ジャック | 映画『ライチ☆光クラブ』主題歌 |

## 映画
『ライチ☆光クラブ』のタイトルで、2016年2月13日に公開。監督は内藤瑛亮、主演は野村周平。R15+指定。興行収入は約1億円。
第20回釜山国際映画祭でワールドプレミアを開催し、「ミッドナイト・パッション部門」で上映。
ライチの造形物は中に人が入る着ぐるみだが、高さは2メートル50センチあり、足は30センチメートルほどの厚底、腕はマジックハンドという構造になっている。デザインはオリジナル舞台版で演じた嶋田久作のほか、アイアンマンやアイアン・ジャイアントをイメージしている。

### キャスト（映画）
- タミヤ - 野村周平[25]
- カノン - 中条あやみ[22]
- ジャイボ - 間宮祥太朗[25]
- ニコ - 池田純矢[25]
- 雷蔵 - 松田凌[25]
- デンタク - 戸塚純貴[25]
- ダフ - 柾木玲弥[25]
- カネダ - 藤原季節[25]
- ヤコブ - 岡山天音[25]
- ライチ - 杉田智和（声の出演）[27]、荒川真（スーツアクター）[26]
- ゼラ - 古川雄輝[25]

- 内田慈
- 古澤裕介
- 億なつき
- 池田優斗
- 藤代隼人
- 伊藤歩夢
- 春名柊夜
- 柴崎佳佑
- 植田恭平
- 猿田南海
- 山西竜矢
- 金子元彦
- 長友郁真
- 水谷駿介
- 山咲光一
- 丸林孝太郎
- 橋本峻
- 万ノ貴大
- 今井涼太
- 長手達哉
- 菊川実晴
- 渡部駿
- 坂元春斗
- 森千明
- 山田真由美
- 金利亜衣子
- 福山真由美
- 川相よしこ
- 藁科龍志郎
- 野田忠志
- 杉原満
- 高塚美成
- 仲田孝
- 五十嵐賢一
- 加藤均
- 近藤健二
- 安東純也
- 村松秀雄
- 榊原隆志
- 和田裕司
- 乗松直樹
- 若月崇正
- 望月正巳
- 内田智之
- 廣瀬雄一
- 岡田裕一
- 松村岳典
- 植椙裕之
- 古谷佳基

### スタッフ（映画）
- 原作 - 古屋兎丸『ライチ☆光クラブ』（太田出版）
- 監督 - 内藤瑛亮
- 脚本 - 冨永圭祐、内藤瑛亮
- 主題歌 - ライチ☆光クラブ[21]「メルヘン☆ジャック」
- 製作 - 山本正典、由里敬三、三宅容介、久保浩章、藤江慎太郎、細字慶一、阿南雅浩、山岡憲之
- 企画 - 杉山麻衣
- プロデューサー - 田中勇也
- アソシエイトプロデューサー - 平沼紀久、千葉善紀
- 撮影 - 板倉陽子
- 照明 - 緑川雅範
- 録音 - 吉田憲義
- 編集 - 宮島竜治（J.S.E.）
- 美術 - 橋本創
- 装飾 - 山田智也
- 衣装デザイン / キャラクターデザイン - 澤田石和寛
- ライチデザイン / 造形 - 百武朋
- ヘアーチーフ - FUJIU JIMI（PRIMAL）
- メイク - 千葉友子
- 音楽 - 有田尚史
- 音楽アドバイザー - 水野大輔
- 音響効果 - 松浦大樹
- スーツアクター - 荒川真
- アクション監督 - 小原剛
- VFXスーパーバイザー - 鎌田康介
- 操演 - 羽鳥博幸、宇田川幸夫
- 助監督 - 茂木克仁
- 制作担当 - 野村邦彦
- ラインプロデューサー - 本田真也（TRIPOD）
- 配給・宣伝 - 日活
- 制作プロダクション - マーブルフィルム
- 製作 - 『ライチ☆光クラブ』製作委員会（マーブルフィルム、日活、ポニーキャニオン、フラッグ、ティファーム、ポニーキャニオンエンタープライズ、エイベックス・ミュージック・パブリッシング）

## 書籍

### 関連書籍
- 『ライチ★光クラブ : ようこそ、我らが光クラブの秘密企画へ。』ワニブックス〈ワニムックシリーズ〉、2016年。ISBN 978-4-8470-4812-8。
- 『ライチ☆光クラブ』製作委員会 編『映画ライチ☆光クラブ公式メイキングブック』玄光社〈玄光社MOOK〉、2016年3月。ISBN 978-4-7683-0698-7。